# T92 (carro armato)
Il T92 era un innovativo carro armato leggero americano sviluppato negli anni cinquanta dalla Aircraft Armaments. Pesante 18,5 tonnellate e lungo 5 metri, fu progettato come sostituto aviolanciabile/aerotrasportabile del M41 Walker Bulldog, più pesante di ben 5 tonnellate.  Non fu mai accettato in servizio.
L'armamento principale era costituito da un cannone convenzionale da 76 mm di calibro, con sistema di caricamento semiautomatico da 60 colpi ed eiezione automatica dei bossoli spenti. L'armamento secondario era costituito da due cupole armate con una mitragliatrice Browning M2 da 12,7 mm (cupola destra) ed una Browning M1919 da 7,62 mm (cupola sinistra). Il motore era posizionato anteriormente al vano di combattimento, incrementandone la protezione; inoltre il portellone d'accesso posteriore forniva protezione durante le operazioni di rifornimento delle munizioni e costituiva una via di fuga in caso di abbandono del carro; questa configurazione fu ripresa più tardi dal contemporaneo carro israeliano Merkava. L'equipaggio era costituito da 4 persone.
Lo studio del PT-76 sovietico aveva portato alla richiesta di capacità di galleggiamento per i carri leggeri. Il progetto del T-92 non poteva essere modificato per rispondere a questo requisito, che fu invece rispettato nel successivo M551 Sheridan.